# Таксодиум мексиканский
Таксодиум мексиканский, или Мексиканский кипарис (лат. Taxodium huegelii) — вечнозеленое хвойное дерево рода Таксодиум (Taxodium) семейства Кипарисовые (Cupressaceae).
В естественных условиях растёт в Мексике, доходя на юге до Гватемалы, а на севере до Техаса. Встречается на высоте 400—2300 м над уровнем моря.
Достигают 50 м в высоту. Самое толстое, имеющее наибольший диаметр ствола дерево Таксодиум мексиканский 11,6 метра в диаметре (Дерево Туле). Древесина дерева устойчива против гниения, имеет хорошие механические свойства. В Европу он был завезен в середине XVII века.